# Вороний глаз
Воро́ний глаз (лат. Páris) — род однодольных растений семейства Мелантиевые (Melanthiaceae).

## Ботаническое описание

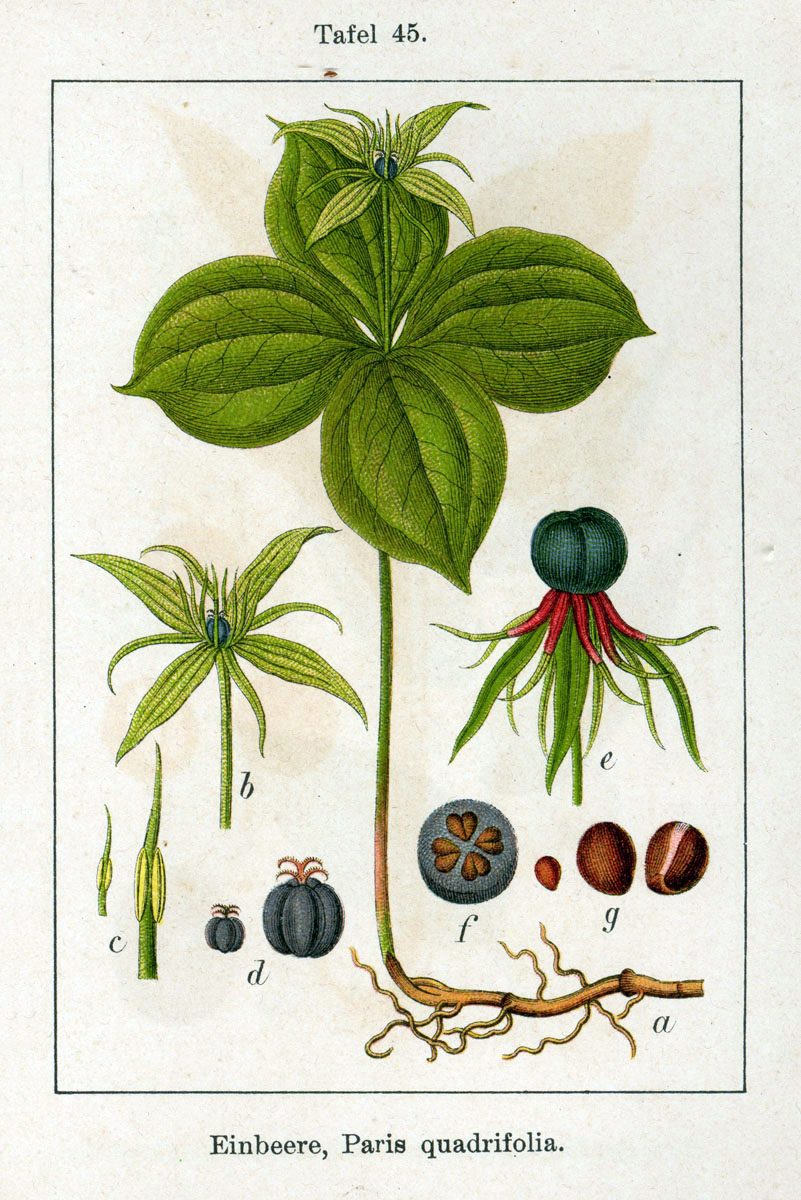
Вороний глаз четырёхлистный — типовой вид рода.

Многолетник высотой до 40 см с ползучим корневищем.
Листорасположение мутовчатое. В отличие от большинства однодольных, жилкование листа у вороньего глаза сетчатое.
Зелёный цветок состоит из четырёх чашелистиков, четырёх лепестков (иногда тех и других вместе бывает 4—6), восьми тычинок и 4—5-гнёздной завязи, превращающейся в чёрную ягоду. Цветёт в июне — июле.
Формула цветка: {\displaystyle \ast K_{4}\;C_{4}\;A_{4+4}\;G_{({\underline {4}})}}.
Встречаются экземпляры с пятью листьями и пятерным числом частей цветка.

## Распространение и среда обитания
Вид Вороний глаз четырёхлистный (Paris quadrifolia) L. растёт в тенистых лесах всей Центральной Европы и лесах умеренного пояса Азии до Камчатки. На Кавказе, в Казахстане и Поволжье (в болотистой местности) произрастает Вороний глаз неполный (Paris incompleta), в Гималаях — Вороний глаз многолистный (Paris  polyphylla) с восемью — десятью листьями под цветком и 4—5-дольными цветками.

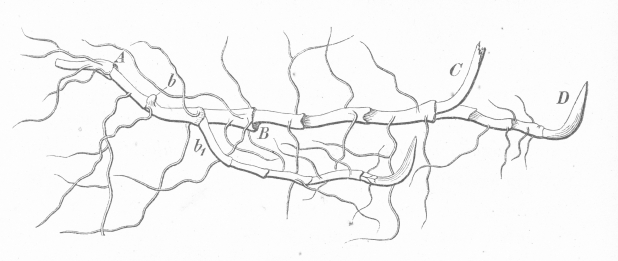
Корневище вороньего глаза четырёхлистного. Из книги Й. Варминга Om Skudbygning, Overvintring og Foryngelse, 1884

## Генетика
Вид Вороний глаз четырёхлистный в природе, как правило, представлен полиплоидными формами с тремя, четырьмя или пятью наборами хромосом. В связи с образованием несбалансированных гамет при мейозе, половое размножение имеет относительно малое значение. Этот вид представляет собой важный модельный объект популяционной генетики.
Вороний глаз долгое время сохраняет мировой рекорд по размеру генома среди растений — 132,50 пг.
Японский эндемик Вороний глаз японский (Paris japonica) имеет наибольший известный размер генома среди растений — 150 миллиардов пар оснований.

## Хозяйственное значение и применение
Растение смертельно ядовито: употребление даже одной ягоды может вызвать смерть. Вороний глаз наиболее опасен при сборе черники в условиях темноты, так как незаметно может оказаться среди её ягод, вызвав как минимум тяжёлое отравление даже после переработки.
Вороний глаз четырёхлистный — важный модельный объект популяционной генетики. Сушёные ягоды и листья, несмотря на запреты, применяются в народной медицине.

## Ботаническая классификация

### Виды
По данным The Plant List на 2013 год, в состав рода входят 27 видов:
- Paris axialis H.Li
- Paris bashanensis F.T.Wang & Tang
- Paris caobangensis Y.H.Ji, H.Li & Z.K.Zhou
- Paris cronquistii (Takht.) H.Li — Вороний глаз Кронквиста
- Paris daliensis H.Li & V.G.Soukup
- Paris delavayi Franch.
- Paris dulongensis H.Li & Kurita
- Paris dunniana H.Lév.
- Paris fargesii Franch.
- Paris forrestii (Takht.) H.Li
- Paris incompleta M.Bieb. — Вороний глаз неполный*
- Paris japonica (Franch. & Sav.) Franch.
- Paris luquanensis H.Li
- Paris mairei H.Lév.
- Paris marmorata Stearn
- Paris polyandra S.F.Wang
- Paris polyphylla Sm. — Вороний глаз многолистный
- Paris quadrifolia L. — Вороний глаз обыкновенный, или Вороний глаз четырёхлистный*
- Paris rugosa H.Li & Kurita
- Paris stigmatosa S.D.Zhang
- Paris tetraphylla A.Gray
- Paris thibetica Franch.
- Paris undulata H.Li & V.G.Soukup
- Paris vaniotii H.Lév.
- Paris verticillata M.Bieb.*
- Paris vietnamensis (Takht.) H.Li

Звёздочками отмечены виды, произрастающие на территории России и сопредельных стран.

### Синонимы
- Alopicarpus Neck.
- Cartalinia Szov. ex Kunth
- Daiswa Raf.
- Demidovia Hoffm., nom. illeg.
- Euthyra Salisb.
- Kinugasa Tatew. & Sutô